# PSA World Tour 2018/19
Die PSA World Tour 2018/19 umfasst alle Squashturniere der Herren-Saison 2018/19 der PSA World Tour. Sie begann am 1. August 2018 und endete am 31. Juli 2019. Die nach dem Monat sortierte Übersicht zeigt den Ort des Turniers an, dessen Namen, das ausgeschüttete Gesamtpreisgeld, sowie den Sieger des Turniers. In der abschließenden Tabelle werden sämtliche Turniersieger nach der Menge ihrer Titel aufgelistet. Dabei ist es nicht relevant, welche Wertigkeit die vom Spieler gewonnenen Turniere besaßen, auch wenn eine entsprechende Erfassung erfolgt.
Die Struktur der World Tour wurde von der Professional Squash Association vor Saisonbeginn maßgeblich überarbeitet: die bisherige Einteilung in die Kategorien Challenger, International und World Series wurde abgeschafft. Die unterklassigen Turniere waren zwar weiterhin Challenger-Turniere, deren Preisgeld aber nun bis 30.000 US-Dollar reichte und nicht mehr wie zuvor bis 15.000 US-Dollar. Sie alle zusammen bildeten fortan die PSA Challenger Tour. Die bisherigen Turniere der International-Kategorie wurden unterteilt in die Kategorien PSA World Tour Bronze, PSA World Tour Silver und PSA World Tour Gold, die Turniere der PSA World Series waren fortan Turniere der Kategorie PSA World Tour Platinum. Auch die PSA World Series Finals wurden umbenannt in PSA World Tour Finals. Parallel dazu gab es keine Qualifikationsrunden mehr, die Teilnehmerfelder der Hauptrunde waren stattdessen größer.
Die Saison 2018/19 bestand aus 135 bestätigten Turnieren. Deren Gesamtpreisgeld betrug 4.255.200 US-Dollar.

## Tourinformationen

### Anzahl nach Turnierserie
| Turnierserie | WM | Finals | Platinum | Gold | Silver | Bronze | Ch 30 | Ch 20 | Ch 10 | Ch 5 |
| ------------ | -- | ------ | -------- | ---- | ------ | ------ | ----- | ----- | ----- | ---- |
| Anzahl       | 1  | 1      | 7        | 6    | 3      | 6      | 9     | 8     | 46    | 48   |
| Gesamt       | 1  | 8      | 8        | 15   | 15     | 15     | 111   | 111   | 111   | 111  |

## Turnierplan

### August
| Datum         | Ort           | Turnier                                       | Preisgeld | Sieger             |
| ------------- | ------------- | --------------------------------------------- | --------- | ------------------ |
| 01.08.–05.08. | Melbourne     | Australian Open 2018                          | $ 11.000  | Rex Hedrick        |
| 06.08.–11.08. | Pretoria      | Growthpoint SA Open 2018                      | $ 11.000  | Mohamed Elsherbini |
| 08.08.–12.08. | Bega          | Tarra Kia Bega Open 2018                      | $ 11.000  | Rex Hedrick        |
| 10.08.–12.08. | Melbourne     | Squash Melbourne Open 2018                    | $ 5.500   | Christophe André   |
| 23.08.–26.08. | Shepparton    | City of Greater Shepparton International 2018 | $ 5.500   | Dimitri Steinmann  |
| 27.08.–30.08. | Prag          | Prague Open 2018                              | $ 5.500   | Shehab Essam       |
| 30.08.–02.09. | Coffs Harbour | North Coast Open 2018                         | $ 5.500   | Dimitri Steinmann  |

### September
| Datum         | Ort           | Turnier                                                  | Preisgeld | Sieger             |
| ------------- | ------------- | -------------------------------------------------------- | --------- | ------------------ |
| 04.09.–09.09. | Nantes        | Open International de Squash de Nantes 2018              | $ 28.000  | Declan James       |
| 05.09.–09.09. | Shanghai      | J.P. Morgan China Squash Open 2018                       | $ 120.500 | Mohamed Abouelghar |
| 06.09.–09.09. | Moskau        | Pharmasyntez Russian Open 2018                           | $ 5.500   | Jami Äijänen       |
| 10.09.–14.09. | Islamabad     | Pakistan Chief of the Air Staff International Men’s 2018 | $ 28.000  | Youssef Soliman    |
| 11.09.–15.09. | Hamburg       | Sportwerk Open 2018                                      | $ 11.000  | Youssef Ibrahim    |
| 12.09.–16.09. | Helsinki      | Remeo Open 2018                                          | $ 11.000  | Mahesh Mangaonkar  |
| 18.09.–22.09. | London        | Nash Cup 2018                                            | $ 12.000  | Alfredo Ávila      |
| 18.09.–22.09. | Hongkong      | Queclink HKFC International 2018                         | $ 28.000  | Max Lee            |
| 19.09.–23.09. | Madeira       | International Tournament Madeira Island 2018             | $ 11.000  | Todd Harrity       |
| 19.09.–23.09. | Peking        | Beijing Squash Challenge 2018                            | $ 5.500   | Henry Leung        |
| 20.09.–23.09. | Santa Fe      | Kiva Club Open 2018                                      | $ 5.500   | Aditya Jagtap      |
| 25.09.–29.09. | Charlottetown | Aspin Kemp & Associates Aspin Cup 2018                   | $ 11.000  | Vikram Malhotra    |
| 25.09.–29.09. | The Plains    | Wakefield PSA 2018                                       | $ 5.500   | Juan Vargas        |
| 27.09.–02.10. | San Francisco | Oracle Netsuite Open 2018                                | $ 118.000 | Ali Farag          |

### Oktober
| Datum         | Ort                 | Turnier                                                     | Preisgeld | Sieger             |
| ------------- | ------------------- | ----------------------------------------------------------- | --------- | ------------------ |
| 03.10.–07.10. | Houston             | Texas Open Men’s Squash Championships 2018                  | $ 11.000  | Vikram Malhotra    |
| 06.10.–13.10. | Philadelphia        | FS Investments U.S. Squash Open Championships 2018          | $ 169.000 | Mohamed Elshorbagy |
| 09.10.–12.10. | Lahore              | FMC International Men Squash Championship 2018              | $ 18.000  | Youssef Soliman    |
| 10.10.–13.10. | Niagara-on-the-Lake | Performance Acura White Oaks Court Classics 2018            | $ 5.500   | Daniel Mekbib      |
| 13.10.–17.10. | Lahore              | Punjab International Men and Women Squash Championship 2018 | $ 18.000  | Tayyab Aslam       |
| 16.10.–21.10. | Weybridge           | Channel VAS Championships at St George’s Hill 2018          | $ 106.000 | Tarek Momen        |
| 17.10.–21.10. | Shaker Heights      | Cleveland Skating Club Open 2018                            | $ 18.000  | Richie Fallows     |
| 17.10.–21.10. | Vernon Hills        | Walker & Dunlop Hussain Family Chicago Open 2018            | $ 28.000  | Ryan Cuskelly      |
| 18.10.–21.10. | Gold Coast          | Q Open 2018                                                 | $ 5.500   | Tomotaka Endō      |
| 24.10.–27.10. | Château-Arnoux      | 6th Open Squash Provence Chateau-Arnoux 2018                | $ 5.500   | Kristian Frost     |
| 25.10.–28.10. | Framingham          | Boston Open 2018                                            | $ 11.000  | Robertino Pezzota  |
| 25.10.–28.10. | Cairns              | Pacific Toyota Cairns Squash International 2018             | $ 5.500   | Darren Chan        |
| 26.10.–02.11. | Doha                | Qatar Classic 2018                                          | $ 177.750 | Ali Farag          |
| 29.10.–02.11. | Kairo               | CIB Wadi Degla Squash Tournament 2018                       | $ 11.000  | Youssef Ibrahim    |
| 30.10.–03.11. | Vancouver           | Jericho Open 2018                                           | $ 11.000  | Henrik Mustonen    |

### November
| Datum         | Ort              | Turnier                                               | Preisgeld | Sieger             |
| ------------- | ---------------- | ----------------------------------------------------- | --------- | ------------------ |
| 06.11.–10.11. | Valencia         | PSA Valencia Open 2018                                | $ 11.000  | Edmon López        |
| 07.11.–11.11. | Kelowna          | Kelowna Open 2018                                     | $ 11.000  | Vikram Malhotra    |
| 07.11.–11.11. | Kalkutta         | Kolkata International 2018                            | $ 28.000  | Saurav Ghosal      |
| 07.11.–11.11. | Uster            | Swiss Open 2018                                       | $ 11.000  | Youssef Ibrahim    |
| 10.11.–14.11. | Doha             | QSF No.1 2018                                         | $ 51.000  | Daryl Selby        |
| 12.11.–17.11. | Sarnia           | Simon Warder Memorial Prostate Cancer Tournament 2018 | $ 11.000  | Shahjahan Khan     |
| 13.11.–17.11. | Brüssel          | Brussels Open 2018                                    | $ 11.000  | Mahesh Mangaonkar  |
| 14.11.–18.11. | Niort            | Open International Niort Venise Verte 2018            | $ 11.000  | Baptiste Masotti   |
| 15.11.–18.11. | Saskatoon        | Saskatoon International Movember Boast 2018           | $ 11.000  | Dimitri Steinmann  |
| 16.11.–18.11. | Cluj-Napoca      | Romanian Open 2018                                    | $ 5.500   | Youssef Ibrahim    |
| 19.11.–25.11. | Hongkong         | Everbright Sun Hung Kai Hong Kong Squash Open 2018    | $ 164.500 | Mohamed Elshorbagy |
| 20.11.–23.11. | Prag             | Czech Open 2018                                       | $ 5.500   | Fabien Verseille   |
| 20.11.–24.11. | Sutton Coldfield | Aston and Fincher Sutton Coldfield International 2018 | $ 5.500   | Victor Crouin      |
| 20.11.–24.11. | Karatschi        | DHA Cup International Squash Championship 2018        | $ 18.000  | Ivan Yuen          |
| 21.11.–25.11. | Berlin           | Airport XMas Challenger 2018                          | $ 5.500   | Balázs Farkas      |
| 27.11.–02.12. | Karatschi        | Golootlo Pakistan Open Squash Championships 2018      | $ 53.000  | Karim Abdel Gawad  |

### Dezember
| Datum         | Ort        | Turnier                                              | Preisgeld | Sieger            |
| ------------- | ---------- | ---------------------------------------------------- | --------- | ----------------- |
| 03.12.–09.12. | Kairo      | CIB Black Ball Squash Open 2018                      | $ 180.500 | Karim Abdel Gawad |
| 05.12.–08.12. | Grimsby    | Ocean Blue Logistics Grimsby & Cleethorpes Open 2018 | $ 5.500   | Jaymie Haycocks   |
| 05.12.–08.12. | Saint Paul | Securian Open 2018                                   | $ 11.000  | Chris Hanson      |
| 06.12.–09.12. | Boca Raton | Betty Griffin Memorial Florida Open 2018             | $ 11.000  | Iker Pajares      |
| 06.12.–09.12. | Bratislava | IMET PSA Open 2018                                   | $ 5.500   | Balázs Farkas     |
| 06.12.–10.12. | Karatschi  | 13th CNS International Squash Championship 2018      | $ 18.000  | Youssef Ibrahim   |
| 12.12.–16.12. | Riccione   | Internazionali D’Italia 2018                         | $ 5.500   | Henry Leung       |
| 12.12.–16.12. | London     | London Open 2018                                     | $ 11.000  | James Willstrop   |

### Januar
| Datum         | Ort                   | Turnier                                        | Preisgeld | Sieger                 |
| ------------- | --------------------- | ---------------------------------------------- | --------- | ---------------------- |
| 03.01.–05.01. | Chattanooga           | Bourbon Trail Event No 1 2019                  | $ 5.500   | Faraz Khan             |
| 08.01.–12.01. | Mumbai                | CCI International 2019                         | $ 77.800  | Tarek Momen            |
| 09.01.–12.01. | Hongkong              | Contrex Squash Challenge Cup 2019              | $ 5.500   | Henry Leung            |
| 10.01.–13.01. | Royal Tunbridge Wells | Select Gaming - The Colin Payne Kent Open 2019 | $ 5.500   | Jan Van den Herrewegen |
| 16.01.–24.01. | New York City         | J. P. Morgan Tournament of Champions 2019      | $ 180.000 | Ali Farag              |
| 23.01.–26.01. | Chattanooga           | Bourbon Trail Event No 2 2019                  | $ 5.500   | Aditya Jagtap          |
| 29.01.–02.02. | Odense                | Odense Open 2019                               | $ 5.500   | Benjamin Aubert        |
| 29.01.–02.02. | Bloomfield Hills      | The Suburban Collection Motor City Open 2019   | $ 75.000  | Mohamed Abouelghar     |
| 30.01.–02.02. | Seattle               | Seattle Open 2019                              | $ 11.000  | Ramit Tandon           |
| 30.01.–03.02. | Mikkeli               | Savcor Finnish Open 2019                       | $ 5.500   | Miko Äijänen           |

### Februar
| Datum         | Ort          | Turnier                                        | Preisgeld | Sieger            |
| ------------- | ------------ | ---------------------------------------------- | --------- | ----------------- |
| 04.02.–08.02. | Toronto      | The Carter Classic 2019                        | $ 11.000  | Baptiste Masotti  |
| 06.02.–10.02. | Pittsburgh   | Three Rivers Capital Pittsburgh Open 2019      | $ 47.500  | Grégoire Marche   |
| 07.02.–10.02. | Calgary      | Linear Logistics Bankers Hall Club Pro Am 2019 | $ 11.000  | Leonel Cárdenas   |
| 13.02.–16.02. | Louisville   | Bourbon Trail Event No 3 2019                  | $ 5.500   | Aditya Jagtap     |
| 13.02.–17.02. | Atlanta      | Lifetime Atlanta Open 2019                     | $ 11.000  | Henry Leung       |
| 14.02.–17.02. | Minsk        | Falcon PSA Squash Cup Open 2019                | $ 5.500   | Balázs Farkas     |
| 15.02.–18.02. | Philadelphia | E. M. Noll Classic 2019                        | $ 11.000  | Youssef Ibrahim   |
| 19.02.–23.02. | Toronto      | Guilfoyle Financial PSA Squash Classic 2019    | $ 5.500   | David Baillargeon |
| 21.02.–24.02. | Calgary      | Mount Royal University Open 2019               | $ 5.500   | Jesús Camacho     |
| 23.02.–02.03. | Chicago      | Squash-Weltmeisterschaft 2018/19               | $ 500.000 | Ali Farag         |
| 28.02.–03.03. | Eastleigh    | Hampshire Open 2019                            | $ 5.500   | Rui Soares        |

### März
| Datum         | Ort               | Turnier                                                  | Preisgeld | Sieger             |
| ------------- | ----------------- | -------------------------------------------------------- | --------- | ------------------ |
| 03.03.–07.03. | Toronto           | Troilus Canada Cup Squash 2019                           | $ 81.500  | Diego Elías        |
| 05.03.–08.03. | Devonshire Parish | Bermuda Open 2019                                        | $ 5.500   | Nicholas Sachvie   |
| 06.03.–09.03. | Hongkong          | Perrier Squash Challenge Cup 2019                        | $ 5.500   | Lau Tsz-Kwan       |
| 10.03.–15.03. | London            | Citigold Wealth Management Canary Wharf Classic 2019     | $ 109.000 | Paul Coll          |
| 13.03.–17.03. | Winnipeg          | Qualico Manitoba Open 2019                               | $ 18.000  | Mohamed Elsherbini |
| 15.03.–18.03. | Moskau            | Subbotnik Open 2019                                      | $ 11.000  | Olli Tuominen      |
| 20.03.–24.03. | Skellefteå        | Cronimet Swedish Squash Open 2019                        | $ 5.500   | Miko Äijänen       |
| 20.03.–24.03. | Boston            | Crawford Fund Management LLC Open 2019                   | $ 11.000  | Baptiste Masotti   |
| 21.03.–24.03. | Lethbridge        | Scotiamcleod Charlton & Hill Lethbridge Squash Open 2019 | $ 11.000  | Mohamed Elsherbini |
| 26.03.–31.03. | Zürich            | Grasshopper Cup 2019                                     | $ 110.000 | Mohamed Elshorbagy |
| 30.03.–31.03. | Sydney            | Pure Blonde Elanora Open 2019                            | $ 5.500   | Addeen Idrakie     |

### April
| Datum         | Ort          | Turnier                                                    | Preisgeld | Sieger             |
| ------------- | ------------ | ---------------------------------------------------------- | --------- | ------------------ |
| 01.04.–05.04. | Islamabad    | CAS International Squash Championship 2019                 | $ 28.000  | Mostafa Asal       |
| 03.04.–07.04. | Edinburgh    | Springfield Properties Scottish Squash Open 2019           | $ 11.000  | Edmon López        |
| 03.04.–07.04. | Rochester    | Rochester Pro Am 2019                                      | $ 5.500   | Leonel Cárdenas    |
| 04.04.–07.04. | Kuala Lumpur | SRAM PSA 1 2019                                            | $ 5.500   | Mohd Syafiq Kamal  |
| 06.04.–10.04. | Islamabad    | Serena Hotel Huawei International Squash Tournament 2019   | $ 18.000  | Mohamed Elsherbini |
| 09.04.–14.04. | Eindhoven    | DPD Open 2019                                              | $ 106.000 | Ali Farag          |
| 10.04.–14.04. | Macau        | Macau Open 2019                                            | $ 54.400  | Diego Elías        |
| 17.04.–26.04. | el-Guna      | El Gouna International Squash Open 2019                    | $ 165.000 | Ali Farag          |
| 22.04.–26.04. | Johannesburg | Johannesburg Open 2019                                     | $ 5.500   | Juan Vargas        |
| 23.04.–26.04. | Kuala Lumpur | SRAM PSA 2 2019                                            | $ 5.500   | Addeen Idrakie     |
| 23.04.–27.04. | Dublin       | Irish Squash Open 2019                                     | $ 18.000  | Campbell Grayson   |
| 29.04.–03.05. | Rondebosch   | Keith Grainger Memorial UCT Squash Open Championships 2019 | $ 5.500   | Juan Vargas        |

### Mai
| Datum         | Ort              | Turnier                                           | Preisgeld | Sieger                 |
| ------------- | ---------------- | ------------------------------------------------- | --------- | ---------------------- |
| 01.05.–05.05. | New York City    | The New York Squash Hyder Trophy 2019             | $ 11.000  | Auguste Dussourd       |
| 06.05.–10.05. | Montreal         | Pembroke Management Montreal Open 2019            | $ 28.000  | Adrian Waller          |
| 07.05.–11.05. | Cardiff          | 3rd Rhiwbina Welsh Open 2019                      | $ 11.000  | Richie Fallows         |
| 07.05.–11.05. | Mar del Plata    | Tour de las Americas – Mar del Plata Open 2019    | $ 5.500   | Rory Stewart           |
| 11.05.–16.05. | London           | The Wimbledon Club Squash Squared Open 2019       | $ 51.250  | Marwan Elshorbagy      |
| 13.05.–18.05. | Colón            | Tour de las Americas – Colón PSA Squash Open 2019 | $ 11.000  | Auguste Dussourd       |
| 14.05.–18.05. | Galway           | Garavan’s West of Ireland Open 2019               | $ 11.000  | Richie Fallows         |
| 14.05.–18.05. | Long Island City | Solomon Markets City View Open 2019               | $ 5.500   | Cameron Seth           |
| 20.05.–25.05. | Resistencia      | Tour de las Americas – Resistencia Open 2019      | $ 11.000  | Leonel Cárdenas        |
| 20.05.–26.05. | Hull             | Allam British Open 2019                           | $ 177.000 | Mohamed Elshorbagy     |
| 21.05.–25.05. | Kriens           | Sekisui Open 2019                                 | $ 11.000  | Mahesh Mangaonkar      |
| 28.05.–01.06. | Philadelphia     | Life Time Philadelphia Open 2019                  | $ 11.000  | Shehab Essam           |
| 28.05.–01.06. | Asunción         | Tour de las Americas – Paraguay Open 2019         | $ 11.000  | Robertino Pezzota      |
| 29.05.–01.06. | Tel Aviv         | Migdal Insurance PSA 11k Telaviv 2019             | $ 11.000  | Iker Pajares           |
| 29.05.–02.06. | Montpellier      | 5R Montpellier Metropole Open 2019                | $ 28.000  | Grégoire Marche        |
| 29.05.–02.06. | Guatemala-Stadt  | XII Torneo Internacional PSA Sporta 2019          | $ 52.500  | Miguel Ángel Rodríguez |
| 31.05.–03.06. | Kalgoorlie       | City of Kalgoorlie Golden Open 2019               | $ 5.500   | Ryūnosuke Tsukue       |

### Juni
| Datum         | Ort              | Turnier                                                  | Preisgeld | Sieger            |
| ------------- | ---------------- | -------------------------------------------------------- | --------- | ----------------- |
| 05.06.–08.06. | Salzburg         | Austrian Open 2019                                       | $ 5.500   | Miko Äijänen      |
| 06.06.–09.06. | Palmerston North | Inspirenet International Squash Classic 2019             | $ 11.000  | Rex Hedrick       |
| 09.06.–14.06. | Kairo            | PSA World Tour Finals 2018/19                            | $ 160.000 | Karim Abdel Gawad |
| 10.06.–14.06. | Prag             | Prague Open 2019                                         | $ 5.500   | Kristian Frost    |
| 11.06.–15.06. | Lahore           | FMC Pvt Ltd International Men’s Squash Championship 2019 | $ 11.000  | Tayyab Aslam      |
| 19.06.–23.06. | Mississauga      | Lifetime Mississauga Open 2019                           | $ 5.500   | Spencer Lovejoy   |
| 19.06.–23.06. | Invercargill     | ILT & Community Trust NZ Southern PSA Open 2019          | $ 11.000  | Evan Williams     |
| 20.06.–22.06. | Sankt Petersburg | White Nights Open 2019                                   | $ 5.500   | Miko Äijänen      |
| 27.06.–29.06. | Gibraltar        | Gibraltar Open 2019                                      | $ 5.500   | Angus Gillams     |
| 27.06.–30.06. | Melbourne        | Mulgrave Country Club Victorian Open Championships 2019  | $ 5.500   | Victor Crouin     |

### Juli
| Datum         | Ort       | Turnier                 | Preisgeld | Sieger        |
| ------------- | --------- | ----------------------- | --------- | ------------- |
| 03.07.–07.07. | Bega      | Australian Open 2019    | $ 12.000  | Victor Crouin |
| 11.07.–14.07. | Devonport | Tasmanian Open 2019     | $ 11.000  | Victor Crouin |
| 20.07.–24.07. | Doha      | QTF & QOC QSF Open 2019 | $ 28.000  | Leo Au        |

## Turniersieger
| Platz | Spieler                | Siege | WM | Finals | Platinum | Gold | Silver | Bronze | Ch 30 | Ch 20 | Ch 10 | Ch 5 |
| ----- | ---------------------- | ----- | -- | ------ | -------- | ---- | ------ | ------ | ----- | ----- | ----- | ---- |
| 1.    | Ali Farag              | 6     | 1  |        | 3        | 2    |        |        |       |       |       |      |
| 1.    | Youssef Ibrahim        | 6     |    |        |          |      |        |        |       | 1     | 5     |      |
| 3.    | Miko Äijänen           | 4     |    |        |          |      |        |        |       |       |       | 4    |
| 3.    | Victor Crouin          | 4     |    |        |          |      |        |        |       |       | 2     | 2    |
| 3.    | Mohamed Elsherbini     | 4     |    |        |          |      |        |        |       | 2     | 2     |      |
| 3.    | Mohamed Elshorbagy     | 4     |    |        | 3        | 1    |        |        |       |       |       |      |
| 3.    | Henry Leung            | 4     |    |        |          |      |        |        |       |       | 1     | 3    |
| 8.    | Leonel Cárdenas        | 3     |    |        |          |      |        |        |       |       | 2     | 1    |
| 8.    | Richie Fallows         | 3     |    |        |          |      |        |        |       | 1     | 2     |      |
| 8.    | Balázs Farkas          | 3     |    |        |          |      |        |        |       |       |       | 3    |
| 8.    | Karim Abdel Gawad      | 3     |    | 1      | 1        |      |        | 1      |       |       |       |      |
| 8.    | Rex Hedrick            | 3     |    |        |          |      |        |        |       |       | 3     |      |
| 8.    | Aditya Jagtap          | 3     |    |        |          |      |        |        |       |       |       | 3    |
| 8.    | Vikram Malhotra        | 3     |    |        |          |      |        |        |       |       | 3     |      |
| 8.    | Mahesh Mangaonkar      | 3     |    |        |          |      |        |        |       |       | 3     |      |
| 8.    | Baptiste Masotti       | 3     |    |        |          |      |        |        |       |       | 3     |      |
| 8.    | Dimitri Steinmann      | 3     |    |        |          |      |        |        |       |       | 1     | 2    |
| 8.    | Juan Vargas            | 3     |    |        |          |      |        |        |       |       |       | 3    |
| 19.   | Mohamed Abouelghar     | 2     |    |        |          | 1    | 1      |        |       |       |       |      |
| 19.   | Tayyab Aslam           | 2     |    |        |          |      |        |        |       | 1     | 1     |      |
| 19.   | Auguste Dussourd       | 2     |    |        |          |      |        |        |       |       | 2     |      |
| 19.   | Diego Elías            | 2     |    |        |          |      | 1      | 1      |       |       |       |      |
| 19.   | Shehab Essam           | 2     |    |        |          |      |        |        |       |       | 1     | 1    |
| 19.   | Kristian Frost         | 2     |    |        |          |      |        |        |       |       |       | 2    |
| 19.   | Addeen Idrakie         | 2     |    |        |          |      |        |        |       |       |       | 2    |
| 19.   | Edmon López            | 2     |    |        |          |      |        |        |       |       | 2     |      |
| 19.   | Grégoire Marche        | 2     |    |        |          |      |        | 1      | 1     |       |       |      |
| 19.   | Tarek Momen            | 2     |    |        |          | 1    | 1      |        |       |       |       |      |
| 19.   | Iker Pajares           | 2     |    |        |          |      |        |        |       |       | 2     |      |
| 19.   | Robertino Pezzota      | 2     |    |        |          |      |        |        |       |       | 2     |      |
| 19.   | Youssef Soliman        | 2     |    |        |          |      |        |        | 1     | 1     |       |      |
| 32.   | Jami Äijänen           | 1     |    |        |          |      |        |        |       |       |       | 1    |
| 32.   | Christophe André       | 1     |    |        |          |      |        |        |       |       |       | 1    |
| 32.   | Mostafa Asal           | 1     |    |        |          |      |        |        | 1     |       |       |      |
| 32.   | Leo Au                 | 1     |    |        |          |      |        |        | 1     |       |       |      |
| 32.   | Benjamin Aubert        | 1     |    |        |          |      |        |        |       |       |       | 1    |
| 32.   | Alfredo Ávila          | 1     |    |        |          |      |        |        |       |       | 1     |      |
| 32.   | David Baillargeon      | 1     |    |        |          |      |        |        |       |       |       | 1    |
| 32.   | Jesús Camacho          | 1     |    |        |          |      |        |        |       |       |       | 1    |
| 32.   | Darren Chan            | 1     |    |        |          |      |        |        |       |       |       | 1    |
| 32.   | Paul Coll              | 1     |    |        |          | 1    |        |        |       |       |       |      |
| 32.   | Ryan Cuskelly          | 1     |    |        |          |      |        |        | 1     |       |       |      |
| 32.   | Marwan Elshorbagy      | 1     |    |        |          |      |        | 1      |       |       |       |      |
| 32.   | Tomotaka Endō          | 1     |    |        |          |      |        |        |       |       |       | 1    |
| 32.   | Saurav Ghosal          | 1     |    |        |          |      |        |        | 1     |       |       |      |
| 32.   | Angus Gillams          | 1     |    |        |          |      |        |        |       |       |       | 1    |
| 32.   | Campbell Grayson       | 1     |    |        |          |      |        |        |       | 1     |       |      |
| 32.   | Chris Hanson           | 1     |    |        |          |      |        |        |       |       | 1     |      |
| 32.   | Todd Harrity           | 1     |    |        |          |      |        |        |       |       | 1     |      |
| 32.   | Jaymie Haycocks        | 1     |    |        |          |      |        |        |       |       |       | 1    |
| 32.   | Declan James           | 1     |    |        |          |      |        |        | 1     |       |       |      |
| 32.   | Mohd Syafiq Kamal      | 1     |    |        |          |      |        |        |       |       |       | 1    |
| 32.   | Faraz Khan             | 1     |    |        |          |      |        |        |       |       |       | 1    |
| 32.   | Shahjahan Khan         | 1     |    |        |          |      |        |        |       |       | 1     |      |
| 32.   | Lau Tsz-Kwan           | 1     |    |        |          |      |        |        |       |       |       | 1    |
| 32.   | Max Lee                | 1     |    |        |          |      |        |        | 1     |       |       |      |
| 32.   | Spencer Lovejoy        | 1     |    |        |          |      |        |        |       |       |       | 1    |
| 32.   | Daniel Mekbib          | 1     |    |        |          |      |        |        |       |       |       | 1    |
| 32.   | Henrik Mustonen        | 1     |    |        |          |      |        |        |       |       | 1     |      |
| 32.   | Miguel Ángel Rodríguez | 1     |    |        |          |      |        | 1      |       |       |       |      |
| 32.   | Nicholas Sachvie       | 1     |    |        |          |      |        |        |       |       |       | 1    |
| 32.   | Daryl Selby            | 1     |    |        |          |      |        | 1      |       |       |       |      |
| 32.   | Cameron Seth           | 1     |    |        |          |      |        |        |       |       |       | 1    |
| 32.   | Rui Soares             | 1     |    |        |          |      |        |        |       |       |       | 1    |
| 32.   | Rory Stewart           | 1     |    |        |          |      |        |        |       |       |       | 1    |
| 32.   | Ramit Tandon           | 1     |    |        |          |      |        |        |       |       | 1     |      |
| 32.   | Ryūnosuke Tsukue       | 1     |    |        |          |      |        |        |       |       |       | 1    |
| 32.   | Olli Tuominen          | 1     |    |        |          |      |        |        |       |       | 1     |      |
| 32.   | Jan Van den Herrewegen | 1     |    |        |          |      |        |        |       |       |       | 1    |
| 32.   | Fabien Verseille       | 1     |    |        |          |      |        |        |       |       |       | 1    |
| 32.   | Adrian Waller          | 1     |    |        |          |      |        |        | 1     |       |       |      |
| 32.   | Evan Williams          | 1     |    |        |          |      |        |        |       |       | 1     |      |
| 32.   | James Willstrop        | 1     |    |        |          |      |        |        |       |       | 1     |      |
| 32.   | Ivan Yuen              | 1     |    |        |          |      |        |        |       | 1     |       |      |

## Nationenwertung
| Platz | Nation             | Siege | WM | Finals | Platinum | Gold | Silver | Bronze | Ch 30 | Ch 20 | Ch 10 | Ch 5 |
| ----- | ------------------ | ----- | -- | ------ | -------- | ---- | ------ | ------ | ----- | ----- | ----- | ---- |
| 1.    | Ägypten            | 33    | 1  | 1      | 7        | 5    | 2      | 2      | 2     | 4     | 7     | 2    |
| 2.    | Frankreich         | 14    |    |        |          |      |        | 1      | 1     |       | 7     | 5    |
| 3.    | Indien             | 11    |    |        |          |      |        |        | 1     |       | 6     | 4    |
| 4.    | England            | 8     |    |        |          |      |        | 1      | 2     | 1     | 3     | 1    |
| 5.    | Finnland           | 7     |    |        |          |      |        |        |       |       | 2     | 5    |
| 5.    | Hongkong           | 7     |    |        |          |      |        |        | 2     |       | 1     | 4    |
| 7.    | Malaysia           | 5     |    |        |          |      |        |        |       | 1     |       | 4    |
| 7.    | Mexiko             | 5     |    |        |          |      |        |        |       |       | 3     | 2    |
| 9.    | Australien         | 4     |    |        |          |      |        |        | 1     |       | 3     |      |
| 9.    | Kolumbien          | 4     |    |        |          |      |        | 1      |       |       |       | 3    |
| 9.    | Spanien            | 4     |    |        |          |      |        |        |       |       | 4     |      |
| 9.    | Vereinigte Staaten | 4     |    |        |          |      |        |        |       |       | 2     | 2    |
| 13.   | Kanada             | 3     |    |        |          |      |        |        |       |       |       | 3    |
| 13.   | Neuseeland         | 3     |    |        |          | 1    |        |        |       | 1     | 1     |      |
| 13.   | Schweiz            | 3     |    |        |          |      |        |        |       |       | 1     | 2    |
| 13.   | Ungarn             | 3     |    |        |          |      |        |        |       |       |       | 3    |
| 13.   | Pakistan           | 3     |    |        |          |      |        |        |       | 1     | 2     |      |
| 18.   | Argentinien        | 2     |    |        |          |      |        |        |       |       | 2     |      |
| 18.   | Dänemark           | 2     |    |        |          |      |        |        |       |       |       | 2    |
| 18.   | Japan              | 2     |    |        |          |      |        |        |       |       |       | 2    |
| 18.   | Peru               | 2     |    |        |          |      | 1      | 1      |       |       |       |      |
| 18.   | Schottland         | 2     |    |        |          |      |        |        |       |       |       | 2    |
| 23.   | Belgien            | 1     |    |        |          |      |        |        |       |       |       | 1    |
| 23.   | Portugal           | 1     |    |        |          |      |        |        |       |       |       | 1    |
| 23.   | Tschechien         | 1     |    |        |          |      |        |        |       |       |       | 1    |